# Стеллецкий, Борис Семёнович
Бори́с Семёнович Стелле́цкий (23 августа (4 сентября) 1872, Брест-Литовск — 25 февраля 1939, Белград) — полковник Генерального штаба Русской императорской армии, в 1918 году — украинский военный деятель, генерал-хорунжий, начальник Главной Квартиры и Собственного Штаба Гетмана всея Украины Павла Скоропадского.

## Биография
Из дворян Тифлисской губернии. Православного вероисповедания. Брат художника Дмитрия Стеллецкого.
Родился в многодетной семье русского офицера Семёна Васильевича Стелецкого (Стеллецкого) (1844—1903), — военного инженера, выпускника Николаевской инженерной академии, служившего в Брест-Литовске производителем работ, затем, с 1886 года, — в Варшаве, в инженерном управлении Варшавского военного округа в чине подполковника, полковника, с 1900 года — генерал-майора, и имевшего с 1883 года имение в деревне Шостаково Брест-Литовского уезда Гродненской губернии. Родная мать Бориса умерла, когда ему было 5 лет.
Общее среднее образование получил в Варшавской классической гимназии (окончил неполный курс).

### Русский офицер
С 1 января 1891 года вступил в военную службу в 7-й пехотный Ревельский полк (г. Пултуск) вольноопределяющимся рядового звания. В августе того же года командирован на учёбу в Одесское пехотное юнкерское училище, полный курс которого окончил по 1-му разряду и в сентябре 1894 года, в звании подпрапорщика, возвратился в свой полк. Вскоре, Высочайшим Приказом от 16 октября 1894 года, был произведен в подпоручики со старшинством в чине с 1 сентября 1894 года. Позднее был переведен в 4-й Варшавский крепостной пехотный полк. С 1899 года — поручик.
В 1901 году окончил Николаевскую академию Генерального штаба (2 класса — по 1-му разряду и дополнительный курс — «успешно») и 23 мая того же года «за отличные успехи в науках» был произведен в штабс-капитаны. Был причислен к Генеральному штабу, состоял при Варшавском военном округе.
26 ноября 1901 года — переведен в Генеральный штаб, с назначением на должность старшего адъютанта штаба 1-й Донской казачьей дивизии (г. Замостье).
16 декабря 1902 года назначен помощником старшего адъютанта штаба Киевского военного округа. 6 апреля 1903 года произведен в капитаны; 11 октября того же года назначен обер-офицером для поручений при штабе Киевского ВО. С 28.11.1904 по 01.09.1905 отбывал одногодичное цензовое командование ротой в 131-м пехотном Тираспольском полку (г. Киев).
6 декабря 1907 года произведен в подполковники, с назначением начальником строевого отделения штаба Ивангородской крепости.
21.12.1907 — назначен старшим адъютантом штаба Киевского военного округа.
02.06.1911 — назначен заведующим передвижениями войск по железным дорогам и водным путям Киевского района (при штабе Киевского ВО), 6 декабря того же года — произведен в полковники «за отличие по службе», с утверждением в занимаемой должности (30.10.1916 даровано старшинство в чине полковника — с 06.12.1909). С 29.05.1913 по 25.09.1913 отбывал цензовое командование батальоном в 130-м пехотном Херсонском полку (г. Киев).
Участник Первой мировой войны. До декабря 1915 года был на своей довоенной должности и числился прикомандированным к штабу Киевского ВО. Высочайшим Приказом от 14.12.1915 назначен штаб-офицером для поручений при Главнокомандующем армиями Юго-Западного фронта (генерале Н. И. Иванове), затем, в октябре 1916, — начальником военных сообщений 47-го армейского корпуса. С 28.10.1916 по декабрь 1916 года полковник Стеллецкий — начальник военных сообщений Дунайской армии, с июня 1917 года — начальник этапно-транспортного отдела управления начальника военных сообщений армий Румынского фронта, с зачислением «по армейской пехоте».

### Украинский генерал
После подписания Брестского мира возвратился в Киев. 27 июня 1918 года, по рекомендации влиятельного личного советника гетмана Александра Палтова, формально занимавшего пост товарища министра иностранных дел, Стеллецкий был назначен начальником Главной Квартиры и Собственного Штаба Гетмана всея Украины (в украинской армии имел чин генерального хорунжего, со старшинством с 06.12.1917).
Организаторские способности Стеллецкого проявились в том, что при нём были реорганизованы гетманская Главная квартира и штаб: они были структурированы, и их подразделения получили тщательно детализированные обязанности и задачи, определенные в Положении «О Главной Квартире Гетмана» (утверждено Стеллецким 3 августа 1918 года).
Вместе с Палтовым, Стеллецкий считался в окружении гетмана деятелем «русофильской» группы, возражавшей против украинизации, противостоявшей «украинофилам» и видевшей будущее Украины в качестве составной части небольшевистской России.
24 октября 1918 года Стеллецкий был отставлен с должности, по его словам — «из-за сопротивления заигрыванию гетмана с националистическо-социалистическими кругами вообще и освобождению Семёна Петлюры конкретно».

### Эмигрант
После падения гетманского режима Б. С. Стеллецкий эмигрировал в Югославию, где и умер в 1939 году. Похоронен в Белграде на Новом кладбище.

## Научные и литературные труды
Был членом Императорского Русского военно-исторического общества, в 1909—1911 годах был редактором журнала «Военно-исторический вестник», издававшимся киевским отделом общества, в котором напечатал около десятка собственных научных статей («Польско-казацкая война с Турцией 1621 г.»; «Замок в Клевании»; «Родословная владетельных князей дома Рюрика» и др.).
Автор неопубликованных мемуаров: «Воспоминания бывшего заведующего передвижением войск по железным дорогам и водным путям сообщения Киевского района», «Генерал-лейтенант Николай Иванович Иванов (Гамзунов)» и «Гетман Павел Скоропадский. Воспоминания о событиях на Украине в 1918 году. От Грушевского до Петлюры» (Русский заграничный исторический архив в Праге).

## Награды
ордена:
- Святого Станислава 3-й степени (1906)
- Святой Анны 3-й степени (06.12.1909)
- Святого Станислава 2-й степени (06.12.1913)
- Святого Владимира 4-й степени (30.04.1915)
- Святого Владимира 3-й степени (14.10.1915)

медали:
- Медаль «В память 100-летия Отечественной войны 1812» (1912)
- Медаль «В память 300-летия царствования дома Романовых» (1913)
- Медаль «За труды по отличному выполнению всеобщей мобилизации 1914» (1915)